# Wartburg Verlag
Die Wartburg Verlag GmbH ist ein Zeitschriften- und Buchverlag in Weimar.

## Geschichte

### Wartburg Verlag Max Keßler 1946–1985
1946 gründete Max Keßler den Wartburg Verlag Max Keßler in Jena. Die erste Veröffentlichung war der „Christliche Hauskalender“.

Seit 1951 gab es für einige Jahre nur noch gemeinsame Publikationen mit der Evangelischen Verlagsanstalt (EVA) in Berlin. Wahrscheinlich hatte es eine staatlich verordnete strukturelle Zusammenlegung gegeben, wie bei den katholischen Verlagen F. W. Cordier und St. Benno auch.
Seit 1955 gab es wieder ausschließlich eigenständige Publikationen des Max Keßler-Verlages  (nach dem Neuen Kurs in der DDR).
Seit 1965 gab es wieder einzelne gemeinsame Veröffentlichungen mit der Evangelischen Verlagsanstalt. Seit 1975 betraf dieses alle Publikationen des Max Keßler Verlages als Folge der Umstrukturierungen des Verlagswesens in der DDR. Von 1984 sind die letzten Veröffentlichungen des Wartburg Verlages Max Keßler  bekannt. Wahrscheinlich 1988 wurde er offiziell aufgelöst.

### Wartburg Verlag seit 1990
1990 wurde der Wartburg Verlag in Jena neu gegründet. 1993 erfolgte ein Ortswechsel nach Weimar.
Von 2006 bis 2013 betrieb der Verlag auch das Lutherhaus in Eisenach.
Seit Dezember 2017 hat die Evangelische Verlagsanstalt Berlin den Vertrieb und die verlegerische Betreuung des Buchprogramms für den Wartburg Verlag übernommen (als Imprint?).

## Publikationen
Im Wartburg Verlag erscheinen Bücher, Kalender und Heftreihen zu verschiedenen christlichen und kulturhistorischen Themen, meist mit Bezug zu Thüringen. 
Publikationsreihen
- Die  evangelische Wochenzeitung Glaube und Heimat für Thüringen erscheint im Wartburg Verlag seit 1946 (mit Unterbrechungen).

- Die Anthologie „Edition Muschelkalk“ enthält Texte Thüringer Autoren, sie erscheint in Zusammenarbeit mit der Literarischen Gesellschaft Thüringen produziert er die Anthologie Thüringer Autoren „Edition Muschelkalk“

- die „Schriften zur Geschichte des Parlamentarismus in Thüringen“ erscheinen für den Thüringer Landtag.
- das Evangelische Gesangbuch für Thüringen.

- 26 Adventskalender, mit Bildern von Helmut Rudolph von 1951 bis 1981.[3]